# Les Surprises du divorce (film, 1912)
Pour les articles homonymes, voir Les Surprises du divorce (homonymie).
Pour plus de détails, voir Fiche technique et Distribution.
Les Surprises du divorce est un film français réalisé par Georges Monca, sorti en 1912.

## Fiche technique
- Titre : Les Surprises du divorce
- Réalisation : Georges Monca
- Scénario : d'après la pièce d'Alexandre Bisson et Antony Mars
- Production : Pathé Frères
- Pays d'origine :  France
- Date de sortie : 26 juillet 1912

## Distribution
- Charles Prince : Henri Duval
- Léon Bernard : Bourganeuf
- Charles Lorrain : Champeaux
- Juliette Clarens : Gabrielle
- Suzanne Demay : Diane
- Gabrielle Lange : Mme Bonnivard
- Juliette Clarens : Gabrielle
- André Simon
- Simone Joubert